# Maria Menchikov

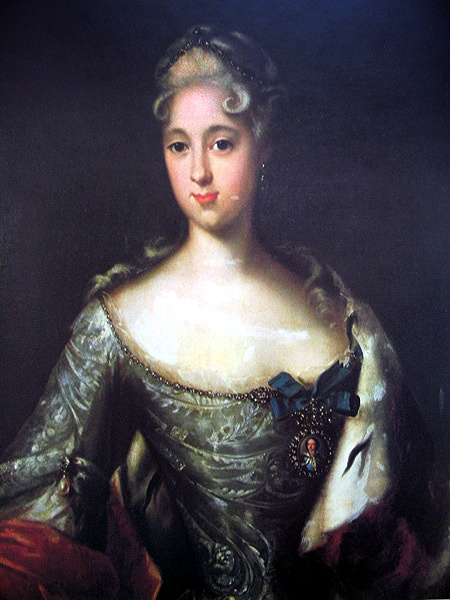
Maria Menchikov

Maria Alexandrovna Menshikova (em russo: Мари́я Алекса́ндровна Ме́ншикова; São Petersburgo, 26 de dezembro de 1711 — Berezovo, 26 de dezembro de 1729) foi uma nobre russa e a primeira noiva do czar Pedro II da Rússia.

## Biografia
Era a filha mais velha de Alexandre Danilovitch Menchikov, favorito do czar Pedro I da Rússia, e de Daria Mikhailovna Arsenieva.
Graças à influência do pai na corte russa, Maria noivou com o grão-duque Pedro da Rússia, futuro Pedro II da Rússia. Embora nunca tenham se casado, seu noivado foi anunciado e um dote discutido. Esta proposta trouxe a desgraça de seu pai, que foi posteriormente exilado para a Sibéria.
Depois de seguir seu pai para o exílio, ela morreu de varíola em Berezovo no dia de seu aniversario de dezessete anos.